# Suite française d'après Rameau

La Suite française d'après Rameau est une suite orchestrale de Werner Egk . Composée en 1949 d'après cinq pièces pour clavecin de Jean-Philippe Rameau, elle est créée en 1950 à Munich sous la direction de Ferenc Fricsay.

## Structure
- Le Rappel des oiseaux, tiré du premier livre de pièces de clavecin de Rameau
- Gigue en rondeau, tirée de la suite en mi du deuxième livre de pièces de clavecin de Rameau
- Les Tendres plaintes, tirées de la suite en mi du deuxième livre de pièces de clavecin de Rameau
- Vénitienne, tirée de la suite en ré du deuxième livre de pièces de clavecin de Rameau
- Les Tourbillons, tirés de la suite en ré du deuxième livre de pièces de clavecin de Rameau.
- Durée d'exécution: Seize minutes.

## Source
- François-René Tranchefort, guide de la musique symphonique éd.Fayard 1986 p. 243